# Scorpaena uncinata
Scorpaena uncinata és una espècie de peix pertanyent a la família dels escorpènids. És un peix marí, demersal i de clima subtropical que viu fins als 137 m de fondària. Es troba al Pacífic sud-oriental: Xile. És inofensiu per als humans.